# Aage Bendixen
Aage Bendixen född 16 juni 1887 död 30 december 1973, dansk skådespelare.

## Filmografi (urval)
- 1935 - Fange nr. 1
- 1932 - Han, Hun og Hamlet
- 1930 - Pas på Pigerne
- 1921 – Landsvägsriddare
- 1920 – En hustru till låns
- 1920 – Flickorna i Åre
- 1920 – Kärlek och björnjakt